# 버데믹: 쇼크 앤드 테러
《버데믹: 쇼크 앤드 테러》(영어: Birdemic: Shock and Terror)는 미국에서 제작된 제임스 윈 감독의 2010년 독립 로맨틱 스릴러 공포 영화이다. 앨런 바크, 휘트니 무어 등이 출연하였다. 앨프리드 히치콕의 《새》(1963)에 영향을 받은 이 영화는 거주 도시가 새들에게 공격을 받는 가운데 두 주요 등장인물들 간에 벌어지는 로맨스를 다룬다.
이 영화는 윈의 제작사 무비헤드 픽처스를 통해 만 달러 미만의 제작비로 제작되었다. 이 영화는 낮은 품질로 악명을 떨쳤으며 수많은 비평가들이 역대 최악의 영화 가운데 하나로 지목하였다.
2013년 속편 《Birdemic 2: The Resurrection》(2013)이 개봉하였다.  

## 줄거리
실리콘 밸리 소프트웨어 판매원 로드는 동창인 패션모델 내털리와 재회해 연인이 되고, 상여금을 타 본인 사업을 시작하며, 내털리가 빅토리아 시크릿에까지 발탁된다. 인생이 이 이상 잘 굴러갈 수 없다고 믿은 순간 원인 불명의 산불, 해변에 쌓이는 새 시체 등 주변 조짐이 심상치 않다 싶더니 수리와 독수리들이 산성 체액을 내뱉고 지면에 박히면서 발화하기 시작한다. 로드는 도망치는 도중에 만난 과학자와 환경 운동가로부터 새들이 돌연변이가 돼 독성을 띠게 된 정황의 근원에 기후 변화가 자리하고 있음을 알게 된다. 영화가 끝날 즈음 새들은 명확한 이유 없이 온순해져서 지평선으로 날아가버린다.

## 출연
- 앨런 바크 - 로드 역
- 휘트니 무어 - 내털리 역
- 릭 캠프 - 존스 박사 역
- 패치 밴에틴저 - 내털리의 어머니 역
- 티피 헤드런 - 과거 촬영분